# Тяпкино (озеро)
Тяпкино — озеро в Тавдинском городском округе Свердловской области, Россия.

## Географическое положение
Озеро расположено в 11 километрах к северу-северо-востоку от деревни Тормоли 1-е, в северной части болота Индра. Озеро площадью 0,85 км², с уровнем воды 57,3 метра.

## Описание
Озеро не имеет поверхностного стока. Берега местами заболочены. В озере водятся карась, гольян, верховка, и гнездится водоплавающая птица.